# Uskok
Uskok – struktura tektoniczna powstała w wyniku rozerwania mas skalnych i przemieszczenia ich wzdłuż powstałej powierzchni (lub wąskiej strefy zniszczenia), zwanej powierzchnią uskoku (lub strefą uskokową). Uskokom mogą towarzyszyć inne struktury tektoniczne (przyuskokowe podgięcia warstw, fałdy, fleksury). 
Z uskokami związane jest powstawanie zrębów i zapadlisk (np. rowów tektonicznych). 

## Podział skrzydeł uskoku
- Skrzydło zrzucone – masy skalne przemieszczone wzdłuż powierzchni uskoku w dół
- Skrzydło wiszące – masy skalne przemieszczone w górę
- Skrzydło spągowe – skrzydło znajdujące się pod powierzchnią uskokową
- Skrzydło stropowe – skrzydło znajdujące się nad powierzchnią uskokową

## Podział uskoków
| A | uskok przesuwczy (o pionowej powierzchni uskokowej) |
| B | uskok normalny                                      |
| C | uskok odwrócony                                     |

Uskoki

- Ze względu na działające naprężenia:
  - uskoki normalne (powstałe na skutek rozciągania skorupy ziemskiej)
  - uskoki odwrócone (naprężenia ściskające)
  - uskoki przesuwcze (naprężenia ścinające)
    - prawoskrętne
    - lewoskrętne

- Ze względu na nachylenie i kierunek przemieszczenia:
  - uskoki zrzutowe – przesunięcie w płaszczyźnie pionowej
    - normalne
    - odwrócone

  - uskoki przesuwcze – przesunięcie w płaszczyźnie poziomej
    - normalnoprzesuwcze
    - inwersyjnoprzesuwcze

  - uskoki progowe – przesunięcie w powierzchni pionowej
  - uskoki rotacyjne – wielkość przemieszczenia może się zmieniać wzdłuż biegu powierzchni uskokowej
    - nożycowe
    - zawiasowe

  - nasunięcia – uskoki o powierzchniach nachylonych pod bardzo małym kątem, w których masy skalne są przemieszczone na znaczną odległość

- Ze względu na nachylenie powierzchni uskokowej:
  - uskoki poziome: kąt upadu (α) = 0°
  - uskoki połogie: 0°< α < 45°
  - uskoki strome: 45° < α < 90°
  - uskoki pionowe: α = 90°

- Ze względu na stosunek uskoków do regionalnej rozciągłości struktur:
  - uskoki podłużne – równoległe do struktur
  - uskoki poprzeczne – przecinające struktury pod kątem prostym
  - uskoki diagonalne – skośne względem struktur

- Ze względu na stosunek wieku powierzchni uskokowej do wieku przemieszczenia:
  - Uskoki pierwotne
  - Uskoki wtórne (odmłodzone)

- Uskoki transformujące: przecinające grzbiety śródoceaniczne, odkryte w połowie XX w. w związku z badaniami dna oceanicznego (przede wszystkim stref spreadingu).

## Uskoki w Polsce
- Uskok kłodnicki
- Uskok środkowej Odry
- Sudecki uskok brzeżny
- Nasunięcie ramzowskie
- Uskok roztoczański